# Mokrance
Mokrance (Hongaars: Makranc) is een Slowaakse gemeente in de regio Košice, en maakt deel uit van het district Košice-okolie.
Mokrance telt 1.371 inwoners.
De gemeente maakt deel uit van de etnisch Hongaarse regio langs de grens. In 2011 waren er van de 1366 inwoners 946 Slowaaks en 375 Hongaars. 